# Yours Truly (album d'Ariana Grande)
Pour les articles homonymes, voir Yours Truly.
Albums de Ariana Grande
Christmas Kisses (EP)
(2013)
Singles
1. The Way
Sortie : 26 mars 2013
2. Baby I
Sortie : 22 juillet 2013
3. Right There
Sortie : 6 août 2013

Yours Truly est le premier album studio de la chanteuse américaine Ariana Grande, sorti le 30 août 2013 dans certains pays et le 3 septembre 2013 dans le reste du monde sous le label Republic. 

## Inspiration et production
Mélange de R&B, pop et soul, Yours Truly a été influencé par Whitney Houston, Christina Aguilera et Mariah Carey, qui sont les idoles de Grande. Sur l'album, Grande a co-écrit six des douze morceaux.
Côté production, on retrouve des producteurs tels que Harmony Samuels, Kenneth « Babyface » Edmonds, Antonio Dixon, The Rascals (Khris Riddick-Tynes et Leon Thomas III), Matt Squire, Mika Penniman et Greg Wells.

## Contenu de l'album
L'album comprend douze pistes dans l'édition standard, tandis que la copie numérique comporte la version espagnole de The Way en tant que piste bonus.
Dans ce premier album, on retrouve le single The Way en featuring avec le rappeur  Mac Miller  sorti le 26 mars 2013, qui s'est classé à la 9e place au Billboard Hot 100 et le single Baby I sorti le 22 juillet 2013, qui s'est classé à la 21e place  au Billboard Hot 100. D'autres collaborations sont présentes sur l'album, tout d'abord Right There en featuring avec Big Sean,  qui servira de troisième single et qui atteindra la 84e place au Billboard Hot 100. À celui-ci s'ajoute le duo avec Mika sur le titre Popular Song et  Almost is never Enough en featuring avec le chanteur du groupe anglo-saxon The Wanted, Nathan Sykes tiré de la bande-originale du film The Mortal Instruments : La Cité des ténèbres. 
Son album reçoit la note parfaite (100/100) au Billboard Hot 100.  

## Ventes
Dès le 3 septembre 2013, l'album atteint la première place du classement iTunes aux États-Unis seulement dix-neuf minutes après sa sortie. Côté ventes, l'album s'est classé numéro 1 au Billboard 200 dès la première semaine avec 138 000 exemplaires écoulés, faisant d'Ariana Grande la 15e artiste féminine à voir son premier album classé numéro 1 dès sa sortie. 
Au 9 juillet 2014, Ariana Grande a écoulé environ 665 000 exemplaires de Yours Truly, dont 490 000 aux États-Unis. Elle fait part d'un véritable engouement au Japon, puisqu'elle y a vendu plus de 90 000 exemplaires, ce qui est une performance assez remarquable pour une artiste de son calibre. 
Finalement, l'album aura bénéficié de trois singles, The Way, Baby I et Right there, d'une piste de B.O, Almost is never Enough  et d'un featuring avec Mika, Popular Song, faisant à tour de rôle 9e, 21e, 84e, 86e, 87e dans les charts. L'album bien qu'ayant été un succès plutôt inattendu, n'a pas réussi à se faire porter par les successeurs de son lead qui a séduit plus de 3 000 000 d'acheteurs.

## Tournée
Pour la promotion de l'album, Ariana Grande a effectué une tournée, intitulée The Listening Sessions aux États-Unis et au Canada quelques mois avant la sortie de l'album. Lors de cette tournée, elle a interprété toutes les chansons de l'album dont certaines pour la première fois. Elle a aussi interprété quelques chansons de l'album lors du Believe Tour du chanteur Justin Bieber dont elle a effectué la première partie pour trois dates en août 2013.

## Liste des titres
| 1.    | Honeymoon Avenue                                         | Khristopher Riddick-Tynes, Leon Thomas III, Antonio Dixon, Kenneth « Babyface » Edmonds, Thomas Lee Brown, Travis Sayles, Victoria McCants, Roahn Hylton, Dennis "Aganee" Jenkins, Maurice Wade | 5:39 |
| 2.    | Baby I                                                   | Kenneth « Babyface » Edmonds, Antonio Dixon, Patrick "j. Que" Smith | 3:17 |
| 3.    | Right There (feat. Big Sean)                             | Harmony Samuels, H. "Carmen Reece" Culver, J. "Lonny" Bereal, James "J-Doe" Smith, Al Sherrod Lambert, Ariana Grande, Sean Anderson, Jeff Lorber                                                | 4:07 |
| 4.    | Tattooed Heart                                           | Khristopher Riddick-Tynes, Leon Thomas III, Antonio Dixon, Kenneth « Babyface » Edmonds, Matt Squire, Ariana Grande, Sean Foreman                                                               | 3:14 |
| 5.    | Lovin'it                                                 | Khristopher Riddick-Tynes, Leon Thomas III, Ricky Offord, Kenneth « Babyface » Edmonds, Antonio Dixon, Mark Morales, Kirk S. Robinson, Nathaniel V Robinson, Mark Rooney                        | 3:00 |
| 6.    | Piano                                                    | Harmony Samuels, Jahmaal Noel Fyffe, Parker Ighile, Anisa Moghaddam, Moses Ayo Samuels, Olaniyi Michael Akinkunmi, Ariana Grande                                                                | 3:54 |
| 7.    | Daydreamin                                               | Matt Squire, Thomas Lee Brown, Victoria McCants | 3:31 |
| 8.    | The Way (feat. Mac Miller)                               | Harmony Samuels, Amber Streeter, Al Sherrod Lambert, Jordin Sparks, Malcolm McCormick, Brenda Russell                                                                                           | 3:47 |
| 9.    | You'll Never Know                                        | Khristopher Riddick-Tynes, Leon Thomas III, Kenneth « Babyface » Edmonds, Antonio Dixon | 3:34 |
| 10.   | Almost is never Enough (avec Nathan Sykes de The Wanted) | Harmony Samuels, H. "Carmen Reece" Culver, Al Sherrod Lambert, Moses Ayo Samuels, Olaniyi Michael Akinkunmi, Ariana Grande                                                                      | 5:28 |
| 11.   | Popular Song (avec Mika)                                 | Mika, Priscilla Renea, Mathieu Jomphe, Stephen Schwartz | 3:20 |
| 12.   | Better Left Unsaid                                       | Harmony Samuels, Courtney Harrell, Al Sherrod Lambert, Moses Ayo Samuels, Olaniyi Michael Akinkunmi, Ariana Grande                                                                              | 3:32 |
| 46:38 |                                                          | |      |

| 13. | The Way (Spanglish Version) (feat. Mac Miller) | Harmony Samuels, Amber Streeter, Al Sherrod Lambert, Jordin Sparks, Malcolm McCormick, Brenda Russell | 3:46 |

| 13. | The Way (feat. Mac Miller) (JdB Radio)               | Harmony Samuels, Amber Streeter, Al Sherrod Lambert, Jordin Sparks, Malcolm McCormick, Brenda Russell                                            | 4:24 |
| 14. | Baby I (Cosmic Dawn Radio Edit)                      | Kenneth « Babyface » Edmonds, Antonio Dixon, Patrick "j. Que" Smith                                                                              | 3:59 |
| 15. | Right There (feat. Big Sean) (7th Heaven Radio Edit) | Harmony Samuels, H. "Carmen Reece" Culver, J. "Lonny" Bereal, James "J-Doe" Smith, Al Sherrod Lambert, Ariana Grande, Sean Anderson, Jeff Lorber | 4:03 |

| 1. | The Way (feat. Mac Miller) Clip Vidéo | Jones Crow (réalisation)    | 3:52 |
| 2. | Baby I Clip vidéo                     | Ryan Pallotta (réalisation) | 3:24 |
| 3. | Japan Exclusive Interview             |                             | 6:55 |

## Certifications
| Pays              | Certification | Unités certifiées |
| ----------------- | ------------- | ----------------- |
| États-Unis (RIAA) | Platine       | 1 000 000         |